# Iridologie

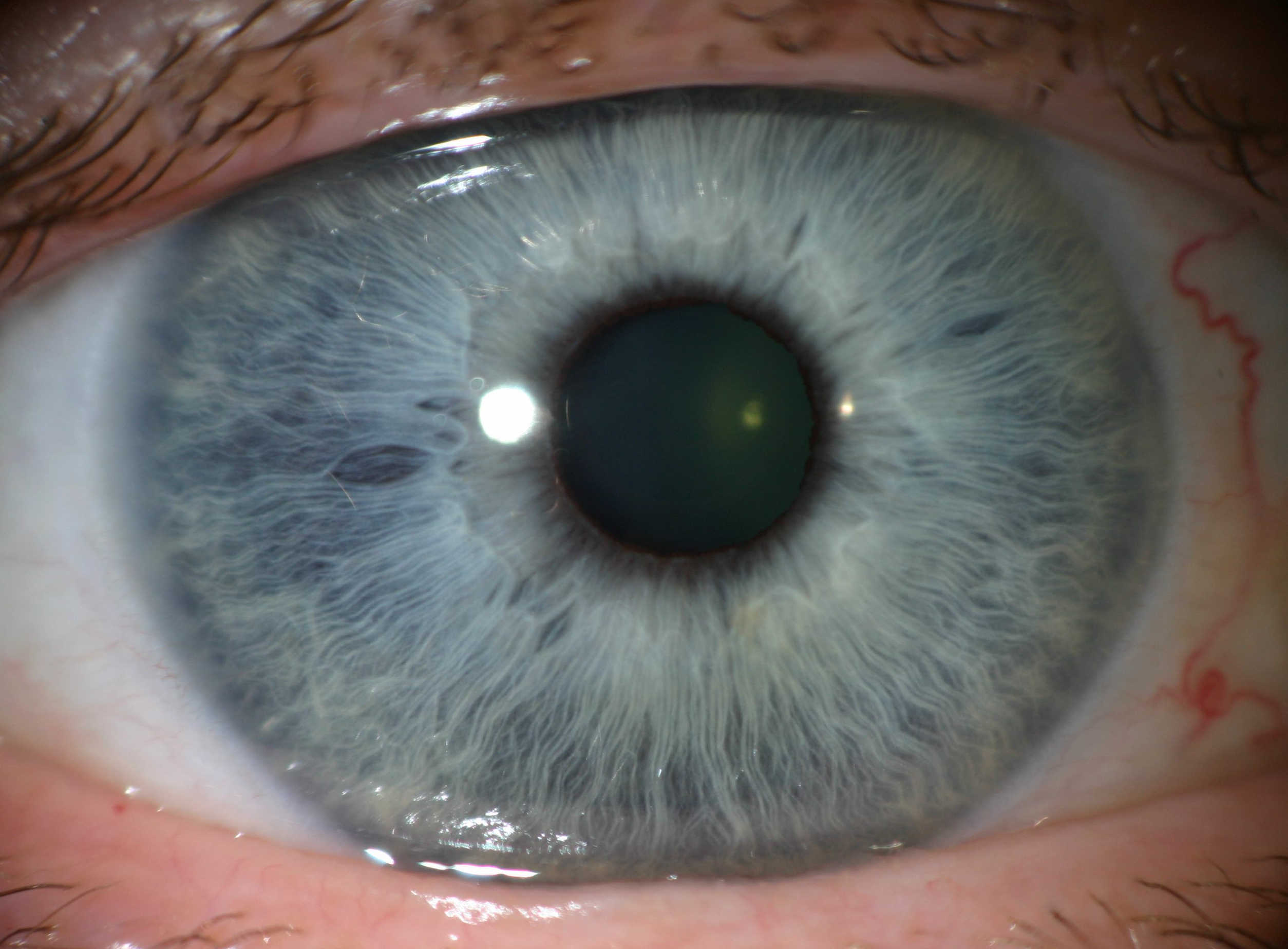
Rechte Iris mit Eigenschaften (blaue Farbe, „Kranz wolkiger Strukturen vor dem Irisrand“), die iridologisch auf eine „lymphatische Konstitution“ hindeuten sollen

Iridologie (auch Irisanalyse, Irisdiagnostik oder Augendiagnose) ist eine alternativmedizinische Diagnosemethode, die davon ausgeht, dass Erkrankungen des Menschen durch Analyse der Gewebsstrukturen der Iris festgestellt werden können. Sie konnte weder empirisch belegt noch theoretisch begründet werden. Aus Sicht ihrer Anwender ist die Iridologie selten als alleiniges Diagnosewerkzeug einsetzbar und wird deshalb in der Regel durch andere Verfahren ergänzt. Sie soll insbesondere der Feststellung einer Grundveranlagung dienen, die auf mögliche Schwächen im Organismus hinweisen könne.
Die Iris-Diagnostik ist nicht mit der Iris-Erkennung zu verwechseln, die ähnlich dem Fingerabdruck zur Personenidentifizierung angewandt wird und die Tatsache nutzt, dass die Struktur der Iris bei jedem Menschen unterschiedlich ausgeprägt ist.

## Geschichte
Die ersten Beschreibungen gibt es bei den alten Ägyptern und in einer Veröffentlichung des 15. Jahrhunderts (Meyers). Explizit beschrieben wurden die Grundlagen der Irisdiagnostik 1665 von Philip Meyen von Coburg in der bekannten Chiromatica Medica. In der Mitte des 19. Jahrhunderts wurde durch den ungarischen Arzt Ignaz von Peczely das Verfahren erforscht – er nannte es Augendiagnostik. Heilpraktiker, Naturheilkundler und Homöopathen versuchen seitdem, mit Hilfe der Iridologie für sie relevante Symptome und potentielle Krankheitsursachen zu entdecken. Einer der ersten Anwender in Deutschland war der oft als Lehmpastor bezeichnete Emanuel Felke.
Nach wie vor gibt es ganz unterschiedliche Ansätze und Einzelentwicklungen der Irisdiagnostik und keine vereinheitlichten Grundlagen und Lehrmeinungen, sodass das Verfahren keine wirkliche Lehre oder einen Standard im alternativ-medizinischen Spektrum darstellen würde.

## Grundlagen der Theorie
Eine Iris-Heterochromie, bei der in einem Auge ein bestimmter Irisabschnitt eine andere Farbe hat, tritt häufig in der Bevölkerung auf. Die meisten Wissenschaftler gehen heute davon aus, dass die Farbe der Iris epigenetisch, also überwiegend erblich bedingt ist. Erste genetische Forschungen wurden unter anderem seit 1943 von der Deutschen Forschungsgemeinschaft (DFG) gefördert. An einem dieser Forschungsprojekte war die NS-Ärztin Karin Magnussen beteiligt. Im Gegensatz dazu gehen Iridologen davon aus, dass sich die Iris im Laufe des Lebens und durch Krankheiten deutlich verändert. 
Iridologen berufen sich unter anderem auf ein 1954 erschienenes Buch des Mediziners Walter Lang, der bewiesen haben will, dass von der gesamten Peripherie mit allen Organen Leitungsbahnen zur Iris führten, und zwar über das Rückenmark und den Thalamus als Zwischenstation, segmental geordnet bis in die Segmente der Iris.
Oft genannt wird auch ein Buch des Karlsruher Allgemeinarztes Franz Vida und des Heilpraktikers Josef Deck ebenfalls von 1954, die an 640 Probanden in 74 Prozent Übereinstimmungen von Irisdiagnose und Organerkrankungen gefunden haben wollen.

## Vorgehensweise

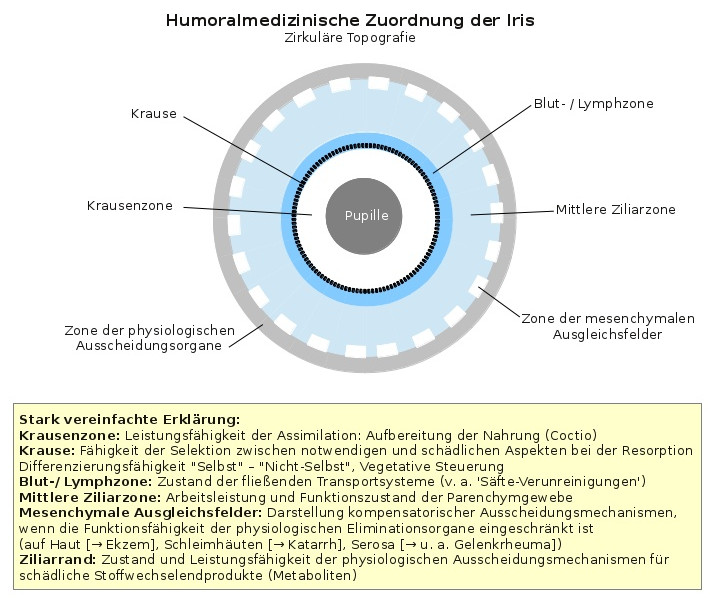
Zirkuläre Topografie

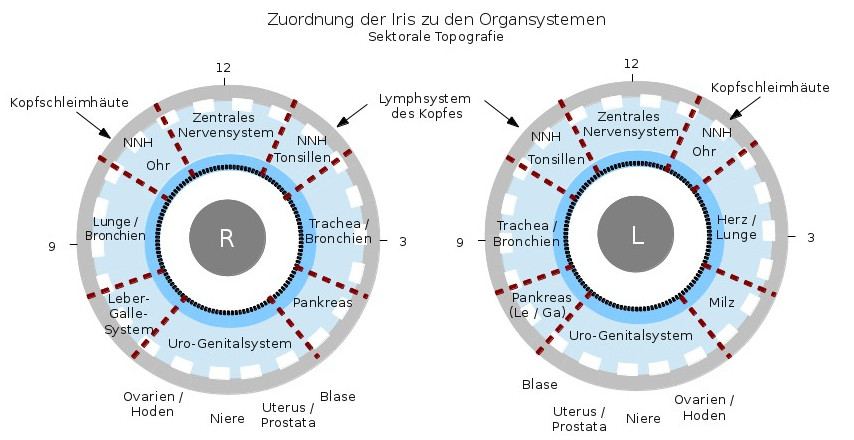
Sektorale Topografie

Die Irisdiagnostik geht davon aus, dass sich die Iris durch stoffliche, „informatorische“ und psychische Umwelteinflüsse, Nahrung, Lebensweise, Krankheiten, deren Therapie u. a. zeitlebens verändere, indem sie Farbpigmente einlagere oder ihre Fasern örtlich verdichte.
Irisdiagnostiker beurteilen die Grundfarbe des Auges (blau, braun oder Mischformen), Helligkeitsunterschiede des Irisgewebes, Struktur und Muster der Irisfasern (Lockerung, Verdichtung, Spannung, Stärke und Richtung), flocken-, wolken- und nebelartige Ein- und Auflagerungen, Pigmentflecken und -flächen, Farbveränderungen in der Sklera (Augenweiß), und die Blutgefäße der Bindehaut (Menge der Gefäße, Füllung, Schlängelung). Sie nutzen zwei unterschiedlichen Topografien (zirkulär und sektoral), deren Aussagen miteinander verknüpft werden. Sogenannte konstitutionelle Basisinformationen lassen sich mit einer Lupe mit vier- bis fünffacher Vergrößerung erheben. In der Regel wird aber ein binokulares Spezial-Mikroskop mit 10- bis 40-facher Vergrößerung (Spaltlampe) verwendet, das manchmal auch mit einer Kamera ausgestattet ist.

## Kritik
Mehrfach wurde nachgewiesen, dass der Irisdiagnostik jede wissenschaftliche Grundlage fehlt. In einer Vielzahl von klinischen Studien gelang es nicht, eine über der Zufallserwartung liegende Treffsicherheit der Irisdiagnostik nachzuweisen. Die 1954 durchgeführte Studie, bei der die Irisdiagnose eine angeblich hohe Treffsicherheit aufweist, wurde nicht nach wissenschaftlichen Kriterien durchgeführt und ist damit nicht aussagekräftig.
In einem umfangreichen Meta-Review der australischen Regierung von 2015 konnte die Wirksamkeit der Iridologie aufgrund der schlechten Studienlage (keine randomisiert kontrollierte Studien) nicht bewertet werden. Infolgedessen wurde sie 2017 aus dem Leistungskatalog der dortigen Krankenkassen gestrichen.